# Daratt
Daratt ist ein Film von Mahamat-Saleh Haroun aus dem Tschad. Es handelt sich um eine Koproduktion des Tschads, Frankreichs, Belgiens und Österreichs.

## Handlung
Atim, ein Sechzehnjähriger, wird von seinem blinden Großvater beauftragt, den Mörder seines Vaters umzubringen. Er übergibt diesem eine Pistole. Atim geht in die Hauptstadt N’Djamena und findet Nassara, den Mörder seines Vaters, bringt es aber nicht fertig, diesen zu erschießen. Er zieht in dessen Haus und hilft in dessen Bäckerei aus. Nassara ist mittlerweile ein ehrenvoller Mann, der den Armen Brot gibt und der eine gewisse Zuneigung zu Atim entwickelt, obwohl dieser sich als sehr spröde gibt. Atim hat mehrmals die Gelegenheit, Nassara umzubringen, bringt dies aber nie fertig. Nach einer Fehlgeburt von Aicha, der Frau von Nassara, möchte dieser Atim adoptieren. Beide fahren sie in Atims Heimatort, wo Atims Großvater ihn zwingt, Nassara zu erschießen. Atim schießt jedoch zweimal in die Luft. Der blinde Großvater hält den Tod von Atims Vater für gerächt.
Der Film behandelt die komplizierte Situation im Tschad, das nach einem Bürgerkrieg (1979–1982) mit dessen Folgen zu leben hatte. Eine Generalamnestie aller im Krieg Beteiligten schien das Zusammenleben vieler vorher befeindeter Bürger besonders zu erschweren.

## Entstehung
Daratt entstand anlässlich des Mozartjahrs 2006 auf Einladung des Regisseurs Peter Sellars, der damals für sein New Crowned Hope-Festival in Wien Filmschaffende einlud, die Mozartwerke Die Zauberflöte,  La clemenza di Tito und Requiem als Inspirationsquelle zu benutzen. Mahamat-Saleh Haroun entschied sich, die Titus-Motive Vergebung und Versöhnung im Tschad nach dem Bürgerkrieg neu zu interpretieren.

## Auszeichnungen
- 2006: Großer Preis der Jury, 63. Internationale Filmfestspiele von Venedig